# آینتا اریکسون
آینتا اریکسون (سوئدی: Agneta Eriksson؛ زادهٔ ۳ مه ۱۹۶۵) شناگر زن اهل سوئد است.
وی در مسابقات کشوری و بین‌المللی در مجموع برندهٔ ۱ مدال نقره، ۱ مدال برنز شده‌است.